# Maribel Caicedo
Maribel Vanessa Caicedo (Guayaquil, 1 de abril de 1998) es una atleta ecuatoriana.

## Biografía
El 16 de julio del 2015 obtuvo el título de Campeona Mundial de la categoría Menores en prueba de 100 metros con vallas en Colombia, en el Mundial Sub-18 donde alcanzó el oro. Es la primera ecuatoriana en ganar una medalla de Oro entre las ediciones hasta dicha fecha del Campeonato Mundial de Menores. En 2017 ganó una medalla de bronce en representación de Ecuador en los Juegos Bolivarianos.
En mayo de 2018 superó el récord previo en Ecuador de este deporte establecido anteriormente por Nancy Vallecilla en 1998, cuando alcanzó un tiempo de 13 segundos con 12 centésimas por encima de 13 segundos con 16 centésimas. En aquella misma ocasión, lo batió una vez más, estableciéndolo en una marca de 13 segundos con 01 centésima. Con esa marca ascendió al séptimo lugar en el Ranking Sudamericano. Por esto, obtuvo un reconocimiento público de la Confederación Sudamericana de Atletismo.